# Khursan
Khursan fou un antic principat del Caucas que existí sota el rei sassànida Còsroes I (Khusraw Anushirwan) a la meitat del segle vi. No s'ha determinat la seva situació que podria ser al sud del riu Samur i al nord de Xirvan. Estava habitat pels laks o lakz, segurament els lesguians. Els seus sobirans duien el títol de khursanxah (Xa de Khursan) i eren senyors dels lakz. Al segle x ja havien estat absorbits pels xirvanxahs.